# Peter Lax
Peter Lax   (Budapest, 1 de maig de 1926 - Manhattan, 16 de maig de 2025) va ser un matemàtic i professor estatunidenc que va treballar en àrees de matemàtiques pures i aplicades. Va fer contribucions importants a les teories de sistemes integrables, dinàmica de fluids i ones de xoc, física solitònica, lleis de conservació hiperbòlica i computació matemàtica i científica, entre altres camps. Lax va formar part de la llista ISI Highly Cited Resarchers d'investigadors amb més citacions.

## Vida i educació
Lax va néixer a Budapest (Hongria) en una família jueva. El 1941 es va traslladar a Nova York amb els seus pares (Klara Kornfield i Henry Lax, tots dos metges) i va estudiar a l'Institut Stuyvesant, que dona formació a alumnes talentosos. El 1948 es va casar amb Anneli Cahn, que també estava en camí de convertir-se en matemàtica professional.
A la Universitat de Nova York va obtenir el Títol de Grau el 1947, amb honors de la Societat Phi Beta Kappa, i el doctorat el 1949, amb Kurt Friedrichs de director de tesi.

## Feina
En un article de l'any 1958, Lax va enunciar una conjectura sobre la representació amb matrius de polinomis hiperbòlics de tercer ordre que no es va saber demostrar durant més de quatre dècades. L'interès en la conjectura de Lax creixia a mesura que matemàtics de diverses àrees constataven la importància les implicacions de la conjectura en el seu camp fins que el 2003, finalment, es va aconseguir demostrar.
Lax va ocupa una posició de professor al Departament de Matemàtiques, a l'Institut Courant de Ciències Matemàtiques, de la Universitat de Nova York.

## Premis i honors
Va ser membre de l'Acadèmia Noruega de Ciències i Lletres i de l'Acadèmia Nacional de Ciències dels Estats Units. Va rebre la National Medal of Science el 1986, el Premi Wolf el 1987 i el Premi Abel el 2005. El 2012 esdevingué membre de la Societat Matemàtica Americana.

## L'incident del CDC 6600
El 1970, l'organització estudiantil i anarquista Transcendental Students va prendre d'ostatge un supercomputador CDC 6600 de l'Institut Courant de la Universitat de Nova York, que Lax havia lluitat molt per aconseguir. Part dels estudiants presents, segurament membres de la Weather Underground, organització d'extrema esquerra, amenaçaren de destruir l'ordinador amb dispositius incendiaris, però Lax va aconseguir desactivar els dispositius i salvar la màquina. L'incident va ser una de les causes de la dimissió de Jürgen Moser, director de l'Institut Courant entre el 1967 i el 1970.